# Moskva (magazine)
Moskva (Москва, Moscou) est un mensuel littéraire russe fondé en 1957 à Moscou et publié sur une base mensuelle.

## Histoire
Le magazine Moskva est créé en 1957, originellement en tant qu'organe de l'Union des écrivains RSFSR et de son département de Moscou. Son premier éditeur est Nikolay Atarov (1957–1958), remplacé par Yevgeny Popovkin (1958–1968). C'est à son époque que Le Maître et Marguerite de Mikhaïl Boulgakov est publié pour la première fois (dans les numéros de décembre 1966 et janvier 1967).
Le troisième rédacteur en chef du magazine, Mikhail Alekseyev, porte ses chiffres de vente à des niveaux record (775 000 en 1989) et est également entré dans l'histoire en publiant l'Histoire de l'État russe (1989-1990) de Nikolaï Karamzine pour la première fois depuis 1917. Dans les années 1990 et 2000, sous Vladimir Krupin (1990-1992) et Leonid Borodin (1992-2008), Moskva, avec le magazine Nash Sovremennik et les journaux Den et Zavtra d'Alexander Prokhanov, est passé à l'avant-garde du mouvement d'« opposition spirituelle ». En 1993, le sous-titre « Le magazine de la culture russe », est ajouté à sa page de titre.
Dans les années 2000, sous Borodine (qui en 2009 est devenu le directeur général du magazine), le « nationaliste russe » autoproclamé Sergey Sergeyev (2009–2010) et Vladislav Artyomov (2012–), la popularité de Moskva a décliné, avec des chiffres de tirage tombant à 3 500 exemplaires. Pourtant, c'est dans Moskva que Dmitri Rogozine choisit de publier son roman Baron Zholtok (2011).